# 무성 치경 전동음
무성 치경 전동음(無聲 齒莖 顫動音) 또는 안울림혀끝떨림소리는 닿소리의 종류 중 하나다. 국제 음성 기호에서는 이 소리를 r̥로 나타낸다.

## 특징
무성 치경 전동음은 다음과 같은 특징을 갖고 있다.
- 폐쇄와 파열을 반복하는 전동음이다.
- 혀를 치조나 그 주변에 대는 치조음이다.
- 조음할 때 성대가 울리지 않는 무성음이다.
- 입을 통하여 공기가 빠져나가는 구강음이다.
- 기류가 혀 옆이 아니라 중앙으로 빠져나가는 중설음이다.
- 발성 방법은 인후나 입이 아니라 폐로부터 발성기관으로 공기가 빠져나가는 폐장기류음이다.